# Johannes II Komnenos
Johannes II Komnenos, född 13 september 1087, död 8 april 1143, var bysantinsk kejsare 1118–1143.
Johannes II Kommenos var son till Alexios I Komnenos, och Irene Dukas. Han lät i samråd med sin döende far oväntat kröna sig och förekom på så sätt släktens försök att uppsätta Johannes syster Anna Komnena och hennes man på tronen. 
Johannes, kallades "Kalo-Johannes" (Johannes den ädle) uppskattades av undersåtar och utlänningar för duglighet, allvar och karaktärsfasthet.
Johannes fortsatte sin fars strävan att expandera på sina grannstaters bekostnad och lyckades att erövra ytterligare områden av turkarna i Anatolien, och han lyckades genom militära framgångar behålla de bysantinska territorierna i större delen av Balkan. Ett troget stöd hade han i sin barndomsvän, den statskloke turken Axuk. Mot normannernas kung Roger II av Sicilien sökte han stöd genom förhandlingar med den tyske kejsaren.